# Базисний прибуток
Базисний прибуток — розрахунковий, очікуваний прибуток поточного звітного року, який береться, як правило, при розрахунках основних показників економічної ефективності діяльності підприємства, організації та оцінці прогнозних величин.